# Tadao Kobajaši
Tadao Kobajaši (japonsko 小林 忠生), japonski nogometaš, * 7. julij 1930, Kanagava, Japonska.
Za japonsko reprezentanco je odigral tri uradne tekme.